# Jiuduhe
Jiuduhe (九渡河镇) est un bourg du district de Huairou au nord de la municipalité de Pékin.